# Charenton-le-Pont
Charenton-le-Pont is een gemeente in het Franse departement Val-de-Marne (regio Île-de-France). Charenton-le-Pont telde op 1 januari 2022 28.756 inwoners. De plaats maakt deel uit van het arrondissement Créteil.

## Geschiedenis
In de gemeente zijn sporen van bewoning gevonden die 4.500 jaar oud zijn, waaronder houten kano's.
De brug over de Marne, Pont de Charenton, werd voor het eerst vermeld in de zesde eeuw, maar mogelijk was hier in de Romeinse tijd ook al een brug. Deze brug vormde een belangrijke toegangspoort naar Parijs vanuit de Champagne en Bourgondië. In de middeleeuwen groeiden drie dorpskernen op het grondgebied van de huidige gemeente: Bourg-de-Charenton, Carrières en Conflans. In de zestiende eeuw werd een versterkte poort gebouwd in Bourg-de-Charenton op de weg naar Parijs.
Het Edict van Nantes (1598) waarborgde een zekere geloofsvrijheid voor de protestanten in Frankrijk. Maar het werd hen wel verboden kerken te bouwen in Parijs of binnen de vijf mijl buiten de stad. Daarom kozen de protestantse Parijzenaars Charenton om een protestantse kerk te bouwen. Een eerste kerk werd gebouwd in 1607 naar plannen van architect Jacques II Androuët du Cerceau. Deze kerk werd in 1623 vervangen door een groter gebouw, ontworpen door Salomon de Brosse. Deze nieuwe kerk kon tot 4.000 gelovigen ontvangen. Nadat het Edict van Fontainebleau (1685) de geloofsvrijheid van de protestanten had ingetrokken, werd de kerk van Charenton afgebroken.
In de zeventiende eeuw begon de groei van Bourg-de-Charenton (ook Bourg-du-Pont genoemd). Er kwamen een weekmarkt, een uitspanning en herbergen. Na de Franse Revolutie werden de drie dorpen samengevoegd tot een gemeente. In de negentiende eeuw vestigde er zich industrie in de gemeente. Vooral de komst van de spoorweg in 1849 zorgde voor een sterke groei van de industrie en van de bevolking. Charenton-le-Pont verstedelijkte en landbouwgronden en het park van het afgebroken kasteel van Bercy moesten plaats maken voor nieuwe wijken. In de jaren 1860 werd het Canal de Saint-Maurice gegraven en werd Charenton een belangrijke rivierhaven. In 1952 werd het kanaal gedempt en op het tracé werd in 1975 de autosnelweg A4 geopend. In de loop van de twintigste eeuw volgde een grote stadsvernieuwing waarbij de oude centra van Carrières en Conflans volledig verdwenen.

## Geografie
De plaats ligt aan de samenvloeiing van de Marne en de Seine. De oppervlakte van Charenton-le-Pont bedroeg op 1 januari 2022 1,85 vierkante kilometer; de bevolkingsdichtheid was toen 15.543,8 inwoners per km². 

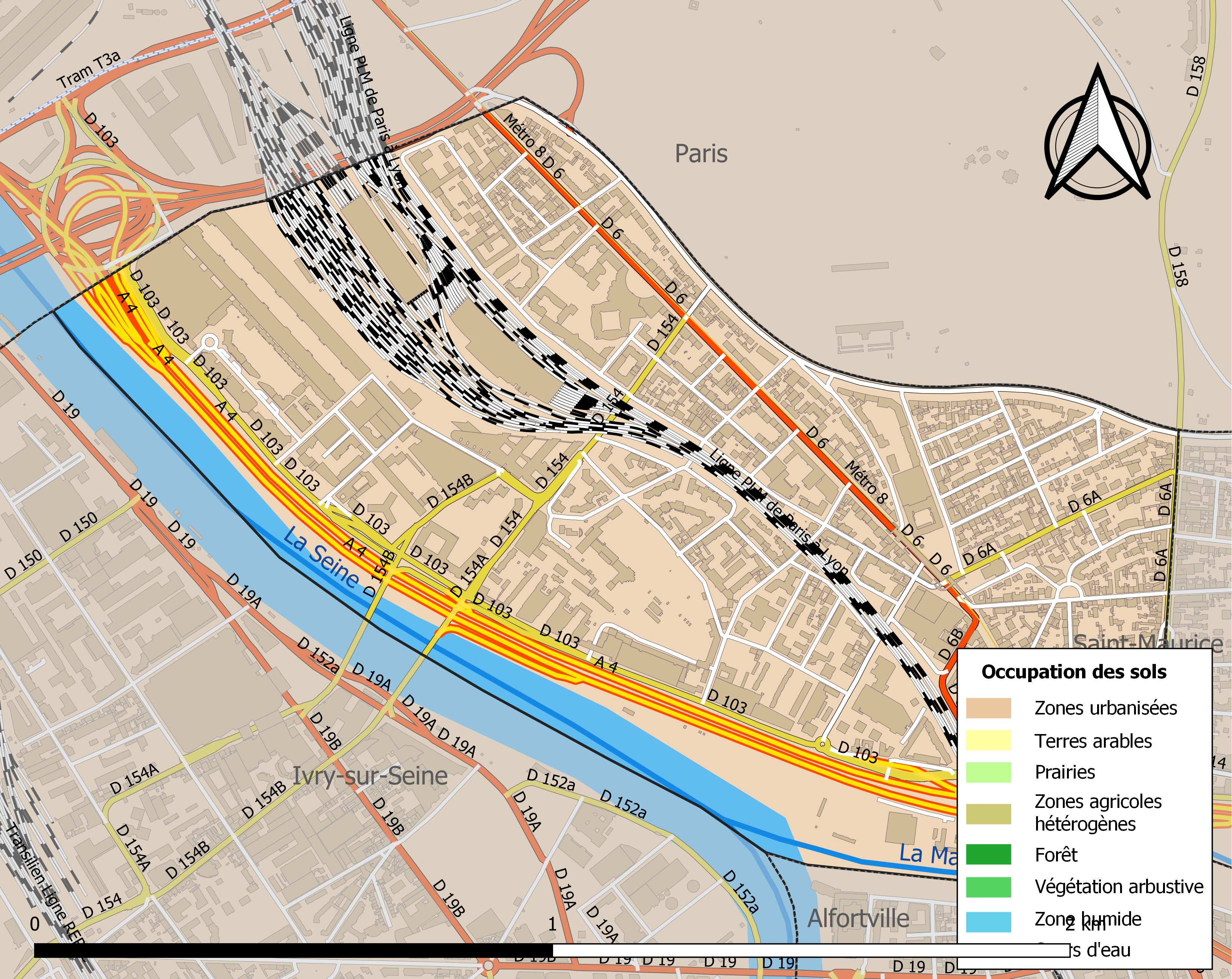
Kaart van de gemeente met de belangrijkste infrastructuur, bodemgebruik en omliggende gemeenten

## Demografie
De gemeente kende een sterke bevolkingsgroei in de negentiende eeuw. Tussen 1846 en 1881 steeg de bevolking van 3.500 naar 11.000. Onderstaande figuur toont het verloop van het inwonertal (bron: INSEE-tellingen).

## Verkeer en vervoer
Charenton-le-Pont ligt aan de autosnelweg A4, en telt drie stations aan de Parijse metrolijn 8:
- Porte de Charenton
- Liberté
- Charenton - Écoles

## Geboren
- Jean-Pierre Blanc (1942-2004), filmregisseur
- Jean-Pierre Jarier (1946), Formule 1-coureur
- Evelyne Bouix (1953), actrice
- Thierry Maunier (Téhem) (1969), stripauteur
- Alice Sombath (2003), voetbalster

## Overleden
- François Harlay de Champvallon (1625-1695), prelaat
- Pierre Gaveaux (1761-1825), zanger (tenor) en componist
- Paul Éluard (1895-1952), dichter

## Begraven
- Willy Anthoons (1911-1982), Belgisch schilder en beeldhouwer.